# 尊严与自由日
尊严与自由日（烏克蘭語：День Гідності та Свободи）是乌克兰纪念橙色革命和广场革命的节日，为每年11月21日，于2014年11月13日由时任乌克兰总统彼得·波罗申科签署法令设立。尊严与自由日的前身为自由日，自由日为纪念橙色革命的节日，于2012年由时任乌克兰总统亚努科维奇签署法令废除。

## 背景

### 橙色革命
2004年乌克兰总统选举中，于第二轮选举获胜的亚努科维奇被指控选举舞弊，乌克兰全国爆发大规模抗议。而后乌克兰最高法院裁决须重新进行选举，亲欧盟候选人尤先科最终获胜并当选总统。

### 广场革命
2013年，时任总统亚努科维奇中止与欧盟签署政治与自由贸易协议，并强化对俄关系。同年11月21日，基辅独立广场爆发大规模抗议，即广场革命，直至2014年2月亚努科维奇逃往俄罗斯，乌克兰最高拉达投票解除其总统职务结束。

## 设立
波罗申科签署的法令中称，尊严与自由日的设立是为了“向后代传达21世纪初乌克兰重大的历史信息，尊重公民的爱国精神与勇气。公民们在2004年和2013年为民主、人权和公民自由挺身而出，捍卫了乌克兰的国家利益和乌克兰加入欧盟的选择……”

## 纪念

### 2014年
在基辅的纪念活动中，广场革命时死去的一百多名示威者“天堂百人”的家属喊话波罗申科，对“那些杀害抗议者仍逍遥法外的人”表示愤慨。波罗申科遂决定授予“天堂百人”乌克兰英雄称号。
利沃夫、苏梅、扎波罗热、哈尔科夫、尼古拉耶夫等多地均有纪念活动。

### 2020年
基辅的纪念者举行了活动，向乌克兰总统泽连斯基提出反腐败、解雇安德烈·安东年科等要求。

### 2022年
乌克兰总统泽连斯基在尊严与自由日“致敬乌克兰人自俄罗斯入侵以来做出的牺牲和反抗”，其中包括士兵、消防员和提供在线课程的教师。